# 玛尔塔·马尔季亚诺娃
玛尔塔·瓦列里耶芙娜·马尔季亚诺娃（俄语：Марта Валерьевна Мартьянова，1998年12月1日—）生于喀山，是一名俄罗斯女子击剑运动员，主攻花剑，曾就读于斯摩棱斯克国立体育大学和TISBI管理大学。她在2006年开始练习击剑，当时她被一位击剑教练发掘，在教练的推荐下开始在喀山的一所体育学校参与击剑课程，2015年加入成年国家队。她的丈夫Evgeny Lomtev同样是俄罗斯国家击剑队队员，两人在2021年8月结婚。